# 박화랑
박화랑(朴華郞, 1991년 6월 18일~)은 KBO 리그 전 삼성 라이온즈의 선수이다.

## 고교 시절
2009년 대통령배 전국고교야구대회 준우승을 비롯 대붕기 전국고교야구대회 우승, 제90회 전국체전 우승을 이끌며 우수 투수상 등의 개인 상 수상 및 청소년 대표 명단에도 이름을 올렸다.

## 출신 학교
- 대구수창초등학교
- 경운중학교
- 대구상원고등학교